# Michaël R. Roskam

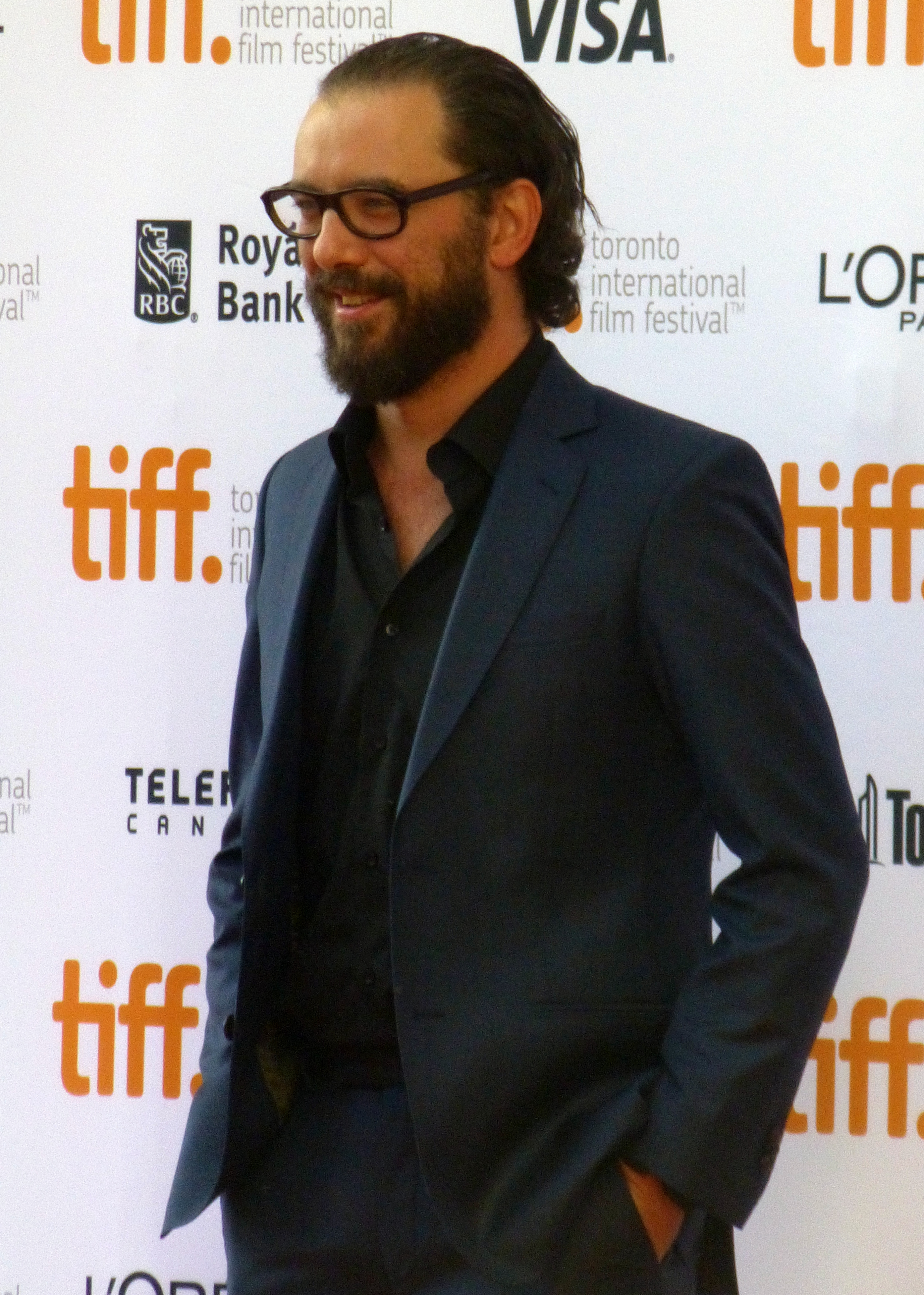
Michaël R. Roskam 2014

Michaël R. Roskam (eigentlich Michaël Reynders; * 9. Oktober 1972 in Sint-Truiden) ist ein belgischer Filmregisseur.

## Leben
Roskam wurde 1972 in Sint-Truiden als Michaël Reynders geboren, nahm jedoch den Nachnamen seiner Mutter „Roskam“ an und kürzt den Nachnamen seines Vaters, Reynders, in der Regel als „R.“ ab. Roskam studierte nach dem Besuch des Gymnasiums zunächst bis 1997 Malerei und Zeitgenössische Kunst an der Hogeschool Sint-Lukas in Brüssel. Ursprünglich wollte er wie sein großes Vorbild Jacques Tardi Comiczeichner werden und war als Journalist unter anderem bei der Tageszeitung De Morgen und der Agentur Saatchi & Saatchi tätig.
Roskam veröffentlichte 2002 seinen ersten Kurzfilm Haun; 2004 folgte sein zweiter Kurzfilm Carlo. Zudem führte er bei Videoinstallationen Regie. Er legte 2005 seinen Master in Drehbuchentwicklung und Drehbuchgestaltung am Binger Filmlab in Amsterdam ab. Für seinen dritten Kurzfilm Auftrag in Korsika, in dem Matthias Schoenaerts die Hauptrolle übernahm, wurde Roskam 2006 für den Joseph-Plateau-Preis in der Kategorie „Bester belgischer Kurzfilm“ nominiert.
Roskams Langfilmregiedebüt wurde Bullhead, in dem er erneut Matthias Schoenaerts in der Hauptrolle besetzte. Der Film erzählt frei die Geschichte des 1995 ermordeten Veterinärinspektors Karel Van Noppen und ist in Roskams Geburtsort Sint-Truiden angesiedelt. Bullhead wurde im Februar 2011 auf der Berlinale 2011 uraufgeführt und gewann zahlreiche Preise. Neben dem Gewinn von zwei Magrittes wurde der Film unter anderem für einen César in der Kategorie „Bester ausländischer Film“ sowie 2012 für einen Oscar in der Kategorie „Bester fremdsprachiger Film“ nominiert. Sint-Truiden ernannte Roskam 2011 zum Ehrenbürger. Der Kriminalfilm The Drop – Bargeld, der auf Dennis Lehanes Kurzgeschichte Animal Rescue beruht, wurde Roskams erster Film in Hollywood; erneut besetzte er Matthias Schoenaerts in einer tragenden Rolle.

## Filmografie
- 2002: Haun (Kurzfilm)
- 2004: Carlo (Kurzfilm)
- 2005: Auftrag in Korsika (The One Thing to Do, Kurzfilm)
- 2007: Today is Friday
- 2011: Bullhead (Rundskop)
- 2014: The Drop – Bargeld (The Drop)
- 2022: In with the Devil (Black Bird, Miniserie, 3 Episoden)

## Auszeichnungen (Auswahl)
- 2006: Nominierung Joseph-Plateau-Preis, Bester belgischer Kurzfilm, für Auftrag in Korsika
- 2011: Ehrenbürger von Sint-Truiden[6]
- 2012: Magritte, Bester flämischer Film in Koproduktion, für Bullhead
- 2012: Magritte, Bestes Originaldrehbuch oder beste Adaption, für Bullhead
- 2013: César-Nominierung, Bester ausländischer Film, für Bullhead
- 2013: Nominierung Chlotrudis Award, Beste Regie, für Bullhead
- 2014: Nominierung Goldene Muschel für den Besten Film, Festival Internacional de Cine de San Sebastián, für The Drop – Bargeld